# Echoes: The Best of Pink Floyd
Echoes: The Best of Pink Floyd je kompilační album britské hudební skupiny Pink Floyd. Vydáno bylo v listopadu 2001 (viz 2001 v hudbě) a v britské hitparádě se umístilo nejlépe na druhém místě.

## Popis alba a jeho historie
Album Echoes: The Best of Pink Floyd představuje průřez celou tvorbou Pink Floyd mezi lety 1967 a 1994, kdy kapela vydala poslední studiové album The Division Bell. Echoes: The Best of Pink Floyd je tvořena dvěma kompaktními disky, skladby ale nejsou chronologicky seřazeny. Na výběru písní se podíleli jak všichni tři členové skupiny (David Gilmour, Rick Wright a Nick Mason), tak i bývalý baskytarista Pink Floyd Roger Waters. Všechny sklady plynule přechází do následujících bez mezer mezi jednotlivými písněmi. Všech 26 skladeb bylo nově remasterováno.
Na Echoes: The Best of Pink Floyd nejsou zahrnuty žádné skladby z alb Soundtrack from the Film More, Ummagumma, Atom Heart Mother a Obscured by Clouds, ačkoliv to bylo plánováno. Echoes: The Best of Pink Floyd je rovněž první album vydané na CD, na které byl zahrnut singl When the Tigers Broke Free.
Některé skladby musely být na Echoes: The Best of Pink Floyd zkráceny (především „Echoes“ a „Marooned“).

### Přebal alba
Přebal vytvořil výtvarník Storm Thorgerson z bývalé skupiny Hipgnosis, která Pink Floyd vytvářela obaly alb mezi lety 1968 a 1977. Tvoří jej koláž motivů z předchozích desek Pink Floyd. Byly použity tyto motivy:
- hořící muž (Wish You Were Here)
- porcelánové prase a kráva (Animals a Atom Heart Mother)
- ovce (Animals)
- několik hranolů (The Dark Side of the Moon)
- muž v obleku ze žárovek (Delicate Sound of Thunder)
- železná postel (A Momentary Lapse of Reason)
- bílá zeď (The Wall)
- zkřížená kladiva (film Pink Floyd: The Wall)
- kolo (píseň „Bike“ z The Piper at the Gates of Dawn)
- sekera (skladby „One of These Days“, „Careful with that Axe, Eugene“ a „One of My Turns“)
- plakát vytvořený z přebalu The Piper at the Gates of Dawn
- akvárium (skladba „Wish You Were Here“)
- muž v uniformě (The Final Cut)
- zrcadlová koule používaná při kytarovém sólu skladby „Comfortably Numb“ při turné k albu The Division Bell (video Pulse)
- model letadla symbolizující havarované letadlo z videa Pulse, Gilmourovu a Masonovu zálibu v létání a letadlo které zabilo Pinkova otce (The Wall)
- veslařská loď (A Momentary Lapse of Reason)
- dvě sochy z The Division Bell
- plakát vytvořený z přebalu Shine On
- čtyři masky z Is There Anybody Out There? The Wall Live 1980–81
- obraz ucha z Meddle
- sušící se plavec z bookletu Wish You Were Here
- taneční pár z A Collection of Great Dance Songs
- a další

## Vydávání alba a jeho umístění
Ve Spojeném království bylo album Echoes: The Best of Pink Floyd vydáno 5. listopadu 2001 a 6. listopadu 2001 ve Spojených státech amerických. V britském i americké žebříčku prodejnosti se umístilo na druhém místě. V USA bylo oceněno zlatou, platinovou a dvojitou platinovou deskou 6. listopadu 2002; 10. září 2007 dosáhlo čtyřnásobné platinové desky se dvěma miliony prodaných kopií (v USA).

## Seznam skladeb
| Disk 1 | Disk 1                                    | Disk 1                         | Disk 1                                | Disk 1 |
| Pořadí | Název                                     | Autor                          | Původní album                         | Délka  |
| ------ | ----------------------------------------- | ------------------------------ | ------------------------------------- | ------ |
| 1.     | Astronomy Domine                          | Barrett                        | The Piper at the Gates of Dawn (1967) | 4:10   |
| 2.     | See Emily Play                            | Barrett                        | singl (1967)                          | 2:47   |
| 3.     | The Happiest Days of Our Lives            | Waters                         | The Wall (1979)                       | 1:38   |
| 4.     | Another Brick in the Wall (Part 2)        | Waters                         | The Wall (1979)                       | 4:01   |
| 5.     | Echoes (zkrácená verze)                   | Waters, Wright, Mason, Gilmour | Meddle (1971)                         | 16:30  |
| 6.     | Hey You                                   | Waters                         | The Wall (1979)                       | 4:39   |
| 7.     | Marooned (zkrácená verze)                 | Gilmour, Wright                | The Division Bell (1994)              | 2:02   |
| 8.     | The Great Gig in the Sky                  | Wright, Torryová               | The Dark Side of the Moon (1973)      | 4:40   |
| 9.     | Set the Controls for the Heart of the Sun | Waters                         | A Saucerful of Secrets (1968)         | 5:20   |
| 10.    | Money                                     | Waters                         | The Dark Side of the Moon (1973)      | 6:29   |
| 11.    | Keep Talking                              | Gilmour, Wright, Samsonová     | The Division Bell (1994)              | 5:57   |
| 12.    | Sheep (zkrácená verze)                    | Waters                         | Animals (1977)                        | 9:46   |
| 13.    | Sorrow                                    | Gilmour                        | A Momentary Lapse of Reason (1987)    | 8:45   |

| Disk 2         | Disk 2                                                                      | Disk 2                         | Disk 2                                | Disk 2 |
| Pořadí         | Název                                                                       | Autor                          | Původní album                         | Délka  |
| -------------- | --------------------------------------------------------------------------- | ------------------------------ | ------------------------------------- | ------ |
| 1.             | Shine On You Crazy Diamond (Parts I–VII) (doplněný most mezi částmi V a VI) | Wright, Waters, Gilmour        | Wish You Were Here (1975)             | 17:32  |
| 2.             | Time (včetně „Breathe (Reprise)“)                                           | Mason, Waters, Wright, Gilmour | The Dark Side of the Moon (1973)      | 6:48   |
| 3.             | The Fletcher Memorial Home                                                  | Waters                         | The Final Cut (1983)                  | 4:07   |
| 4.             | Comfortably Numb (včetně konce „Bring the Boys Back Home“)                  | Gilmour, Waters                | The Wall (1979)                       | 6:53   |
| 5.             | When the Tigers Broke Free                                                  | Waters                         | singl (1982)                          | 3:42   |
| 6.             | One of These Days (zkrácená verze)                                          | Waters, Wright, Mason, Gilmour | Meddle (1971)                         | 5:14   |
| 7.             | Us and Them                                                                 | Waters, Wright                 | The Dark Side of the Moon (1973)      | 7:51   |
| 8.             | Learning to Fly                                                             | Gilmour, Moore, Ezrin, Carin   | A Momentary Lapse of Reason (1987)    | 4:50   |
| 9.             | Arnold Layne                                                                | Barrett                        | singl (1967)                          | 2:52   |
| 10.            | Wish You Were Here                                                          | Waters, Gilmour                | Wish You Were Here (1975)             | 5:21   |
| 11.            | Jugband Blues                                                               | Barrett                        | A Saucerful of Secrets (1968)         | 2:56   |
| 12.            | High Hopes (zkrácená verze)                                                 | Gilmour, Samsonová             | The Division Bell (1994)              | 6:59   |
| 13.            | Bike                                                                        | Barrett                        | The Piper at the Gates of Dawn (1967) | 3:24   |
| Celková délka: | Celková délka:                                                              | Celková délka:                 | Celková délka:                        | 155:15 |